# Serycyt
Serycyt – pospolity i szeroko rozpowszechniony minerał należący do grupy mik.

## Właściwości
W warunkach podwyższonych ciśnień i temperatury przekrystalizowuje  w muskowit lub paragonit.
Są to zbite lub drobnołuseczkowate skupienia jasnej miki powstałe w niskich temperaturach wskutek przeobrażenia innych minerałów  glinokrzemianowych np. skaleni (serycytyzacja). Skład chemiczny podobny do paragonitu lub muskowit. Zwykle jednak zawiera więcej SiO2, a mniejszą alkaliów na rzecz H2O. Niekiedy składem jest zbliżony do hydromik, zwłaszcza do illitu.

## Występowanie
Rozpowszechniony wśród skał plutonicznych. Składnik skał metamorficznych, np. łupków serycytowych lub serycytowo –chlorytowych, fyllitów. Podobnie jak muskowit. Często pojawia się jako produkt wietrzenia skaleni.
Miejsca występowania: w Polsce rozpowszechniony i eksploatowany na Dolnym Śląsku.

## Zastosowanie
- bywa interesujący dla niektórych kolekcjonerów,
- łupki serycytowe i serycytowo-chlorytowe stanowią surowce do produkcji posypki do papy.